# Bradysia florida
Bradysia florida är en tvåvingeart som beskrevs av Werner Mohrig 1987. Bradysia florida ingår i släktet Bradysia och familjen sorgmyggor.
Artens utbredningsområde är Nepal. Inga underarter finns listade i Catalogue of Life.